# Khalid al-Ghannam
Khalid al-Ghannam (arabisch عبد الرحمن غريب; * 7. November 2000) ist ein saudi-arabischer Fußballspieler. Aktuell steht er beim saudi-arabischen Erstligisten Al-Hilal SFC unter Vertrag, an den er bis zum 30. Juni 2025 vom Al-Ettifaq FC ausgeliehen ist.

## Karriere

### Verein
Al-Ghannam begann seine professionelle Karriere beim Al-Qadsiah FC, wo er am 22. Januar 2019 seinen ersten Profivertrag unterzeichnete. 
Am 29. Januar 2020 wechselte al-Ghannam zum Al-Nassr FC, dem damaligen Meister der Saudi Pro League, und unterschrieb einen Fünfjahresvertrag. Die Ablösesumme betrug Berichten zufolge 20 Millionen SAR, zusätzlich wurde Faraj Al-Ghushayan auf Leihbasis an Al-Qadsiah abgegeben. 
Im Jahr 2023 wurde al-Ghannam an den Al-Fateh SC ausgeliehen, wo er 16 Ligaspiele absolvierte und drei Tore erzielte.
Seit dem 2. September 2024 ist al-Ghannam vom Al-Ettifaq FC an Al-Hilal SFC ausgeliehen. Sein Leihvertrag läuft bis zum 30. Juni 2025, während sein Vertrag bei Al-Ettifaq bis zum 30. Juni 2028 gültig ist.

### Nationalmannschaft
Mit der U19 spielte er bei der Asienmeisterschaft 2018 bis auf eine Ausnahme in jedem Spiel und seine Mannschaft gewann den Titel. Bei der U20-Weltmeisterschaft 2019 schied die Mannschaft in der Vorrunde aus, wobei er nun in jeder Partie eingesetzt wurde.
Mit der U23 verpasste er bei der Asienmeisterschaft 2020 nur ein Spiel, wobei das Team im Finale nach Verlängerung Südkorea mit 0:1 unterlag.
Bei den Olympischen Spielen 2020 in Tokio spielte er gegen die Elfenbeinküste und Brasilien ein paar Minuten als Einwechselspieler.